# Breakdown (Musik)
Der Begriff Breakdown bezeichnet bestimmte Abschnitte von Musikstücken und hat in verschiedenen Musikrichtungen unterschiedliche Bedeutung.

## Metal
In verschiedenen Subgenres des Metals ist ein Breakdown ein Abschnitt eines Musikstücks, in dem eine bestimmte Form von rhythmisch betontem Gitarren-Riff eine zentrale Rolle spielt. Der Breakdown besteht oftmals aus tiefen, hart gespielten 4/4-Rhythmuspatterns. In vielen Fällen nutzen die Gitarristen den Effekt des Palm Muting. Häufig finden sich in Songs, in denen Breakdowns enthalten sind, tiefer gestimmte Gitarren. Besonders im Deathcore sind die Gitarren bis zu acht Halbtöne tiefer gestimmt als die Standard-Stimmung. Das Schlagzeug betont dabei den Rhythmus der Gitarren, wobei sich oft ein Unisono mit der Bass Drum findet, während die Becken auf volle oder halbe Zählzeiten gespielt werden. Gern wird auch der Bass verzerrt, um den Breakdown aggressiver zu gestalten.

## Country-Musik
In der frühen Country-Musik, insbesondere in der Old-Time Music und im daraus abgeleiteten Bluegrass bezeichnet Breakdown ein Instrumentalstück, das eine Folge von Solos verschiedener Instrumente, den sog. breaks enthält. Oft handelt es sich dabei um Variationen der Melodie des jeweiligen Liedes. Beispiele hierfür sind etwa Down Yonder (1934), der größte Erfolg von Gid Tanner and his Skillet Lickers, oder Bluegrass Breakdown (1949) von Bill Monroe.

## Beispiele für Breakdowns im Metalcore
- A Day to Remember – Dead and Buried
- Asking Alexandria – Closure
- Breakdown of Sanity – Chapters
- Chelsea Grin – Recreant
- Erra – Alpha Seed
- Lorna Shore – To the Hellfire
- Nasty – Shokka
- Parkway Drive – Romance Is Dead
- Periphery – Make Total Destroy
- Stick to Your Guns – The Bond
- Waking the Cadaver – Blood Splattered Satisfaction
- Walking Dead on Broadway – We Are Legion